# Jeffrey J. Haboush
Jeffrey J. Haboush (geb. vor 1983) ist ein US-amerikanischer Tontechniker.

## Leben
Haboush begann seine Karriere 1983 beim Fernsehen. Für seine Leistung als Mischtonmeister an der Fernsehserie Muppet Babies war er 1988 bis 1990 drei Mal in Folge für den Daytime Emmy nominiert und konnte den Preis 1989 entgegennehmen. Ab Anfang der 1990er Jahre war er an größeren Hollywoodprojekten tätig, darunter Tage des Donners, Star Trek VI: Das unentdeckte Land und Thelma & Louise. 2005 erhielt er den BAFTA Film Award in der Kategorie Bester Ton für Spider-Man 2. Im selben Jahr war er erstmals für den Oscar in der Kategorie Bester Ton nominiert. 2011 (für Salt) und 2012 (für Transformers 3) folgten die Oscar-Nominierungen zwei und drei, den Preis konnte er jedoch nicht gewinnen.

## Filmografie (Auswahl)

### Film
- 1987: The Hidden – Das unsagbar Böse (The Hidden)
- 1988: Bloodsport
- 1989: Kuck mal, wer da spricht! (Look Who’s Talking)
- 1990: Tage des Donners (Days of Thunder)
- 1991: Star Trek VI: Das unentdeckte Land (Star Trek VI: The Undiscovered Country)
- 1991: Thelma & Louise
- 1995: Batman Forever ()
- 1996: Eraser
- 1997: Batman & Robin ()
- 1999: Der Diamanten-Cop (Blue Streak)
- 2001: Ritter aus Leidenschaft (A Knight’s Tale)
- 2003: Die Wutprobe (Anger Management)
- 2004: Spider-Man 2 ()
- 2005: Hitch – Der Date Doktor (Hitch)
- 2007: Transformers
- 2010: Salt
- 2011: Transformers 3 (Transformers: Dark of the Moon)
- 2014: Transformers: Ära des Untergangs (Transformers: Age of Extinction)
- 2016: 13 Hours: The Secret Soldiers of Benghazi

## Nominierungen und Auszeichnungen (Auswahl)
- 2005: BAFTA Film Award in der Kategorie Bester Ton für Spider-Man 2
- 2005: Oscar-Nominierung in der Kategorie Bester Ton für Spiderman 2
- 2011: Oscar-Nominierung in der Kategorie Bester Ton für Salt
- 2012: Oscar-Nominierung in der Kategorie Bester Ton für Transformers 3